# کریستا بریج
کریستا بریج نویسنده کانادایی است که اولین رمان او دختران الیوت نام داشت و سال ۲۰۱۳ نامزد جایزه راجرز رایترز تراست فیکشن و سال ۲۰۱۴ هم نامزد جایزه رمان اول آمازون کانادا شد.
کریستا بریج همچنین برای مجموعه داستان کوتاه جاسوس باکره نامزد جایزه رلیت و جایزه ادبی دانوتا گلید در سال ۲۰۰۷ بود.
وی اهل تورنتو انتاریو است و فارغ‌التحصیل مدرسهسنت کلمنت است که بعدها در مدرسه نویسندگی هامبر در رشته نویسندگی خلاق تحصیل کرد. وی اولین داستان کوتاهش را در سال ۲۰۰۲ در نشریه تورنتو لایف به نگارش درآورد.

## با این نسخه‌ها کار
- جاسوس باکره(2006, شابک ‎۹۷۸–۱۵۵۳۶۵۱۶۲۸)
- دختران الیوت(2013, شابک ‎۹۷۸–۱۵۵۳۶۵۹۸۲۲)